# Kneblinghausen
Kneblinghausen ist ein Stadtteil der Stadt Rüthen im Kreis Soest, Nordrhein-Westfalen. Am 31. Dezember 2021 hatte die Ortschaft 258 Einwohner.

## Lage
Der Ortsteil Kneblinghausen liegt auf 388 Meter über NN, der Kneblinghauser Wald südlich des Ortes an seiner höchsten Stelle auf einer Höhe von 432 Meter über NN.

## Geschichte

### Vorgeschichtliche Zeit und Antike
Bereits in der Jungsteinzeit war das Gebiet im oberen Möhneraum, wie Werkzeugfunde belegen, besiedelt. Um 450 v. Chr. entstehen auf den Höhenrücken bei Kneblinghausen erste germanische Streulandsiedlungen. In der Nähe errichten die Römer hier das Römerlager Kneblinghausen.

### Mittelalter
Das Dorf Kneblinghausen wird um 900 gegründet. Kneblinghausen wird erstmals in einer Urkunde des Papstes Lucius III. am 27. Februar 1183 erwähnt, die Ulrich Grun im Staatsarchiv Münster entdeckte.

### Neuzeit
1537 besteht im Dorf eine Kapelle. Während des Dreißigjährigen Krieges wird das Dorf zerstört. In der preußischen Zeit wird Kneblinghausen eine selbständige Gemeinde und erhält 1890 eine Volksschule, die 1969 wieder geschlossen wird. Am 1. Januar 1975 erfolgt mit § 50 Münster/Hamm-Gesetz die Eingemeindung in die Stadt Rüthen. 1983 feierte der Ort sein 800-jähriges Jubiläum. Aus diesem Anlass stifteten sich die Kneblinghäuser ein eigenes Wappen, das von den Wappenkünstlern Ulrich Grun und Heribert Schlüter entworfen wurde. Im Jahre 1992 konnte durch die Unterstützung der gesamten Region die Errichtung einer Sonderabfalldeponie im Kneblinghauser Wald verhindert werden. Umfassend renoviert wurde im Jahre 2002 die St. Nikolaus-Kapelle. Sie bestand 2011 100 Jahre.

### Einwohnerentwicklung
- 1861: 224 Einwohner
- 1939: 261 Einwohner
- 1950: 340 Einwohner
- 1961: 307 Einwohner
- 1970: 299 Einwohner
- 1974: 301 Einwohner
- 1975: 297 Einwohner
- 2011: 280 Einwohner
- 2013: 263 Einwohner
- 2014: 256 Einwohner
- 2021: 258 Einwohner[1]

## Verkehr
Eine Buslinie der Westfalenbus GmbH, die Linie 673 von Rüthen nach Meiste, verläuft durch Kneblinghausen.

## Freizeit und Sport
- St. Nikolaus-Schützenbruderschaft Kneblinghausen e. V., besteht seit 1705.
- Landwirtschaftlicher Ortsverein, besteht seit 1948.
- kfd Kneblinghausen, besteht seit 1953.
- TTV – Tischtennisverein Kneblinghausen e. V., besteht seit 1973.
- KKK – Kleine Kneblinghauser Karnevalsgesellschaft e. V., besteht seit 1975.
- Musikverein Kneblinghausen., besteht seit 2005

## Öffentliche Einrichtungen
- Schützenhalle Kneblinghausen, In der Trift 10
- Freiwillige Feuerwehr – Löschgruppe Kneblinghausen, Zur Sunder 1